# Adolf Galland
Adolf "Dolfo" Joseph Ferdinand Galland (19. března 1912 – 9. února 1996) byl německý stíhací pilot za druhé světové války a v letech 1941 až 1945 také velitel německých stíhacích sil.

## Život
Galland vstoupil do Luftwaffe roku 1933 a i přes několik vážných zranění, která utrpěl během dvou leteckých havárií, nadále pokračoval v kariéře vojenského pilota. Během roku 1937 získal cenné zkušenosti u neblaze proslavené Legii Condor, nasazené ve Španělské občanské válce. V roce 1940 vstoupil do stíhacího letectva a během bitvy o Francii velice rychle získal status stíhacího esa. V roce 1941, kdy mu bylo 29 let, se s počtem 94 sestřelů stal generálním inspektorem stíhacích sil (německy: General der Jagdflieger).
Velel 11. února 1942 vzdušnému doprovodu křižníků Scharnhorst, Gneisenau a Prinz Eugen při jejich průniku Lamanšským průlivem z Brestu do Německa při operaci Cerberus.
Galland se i nadále účastnil zkoušek mnoha typů letadel a příležitostně i ostrých bojových misí. V lednu 1945 byl spolu s několika dalšími důstojníky degradován zpět na řadového stíhače poté, co otevřeně zpochybnil velitelské kompetence vrchního velitele Luftwaffe Hermanna Göringa.
Během své kariéry dosáhl 104 uznaných sestřelů v 705 misích, za což byl vyznamenán rytířským křížem s dubovou ratolestí meči a brilianty. Stal se tak jedním z 27 vojáků, kteří byli tímto nejvyšším německým řádem vyznamenáni.
Galland zažil konec války v nemocnici v Tegernsee v Bavorsku poté, co byl 26. dubna 1945 ve svém Me 262 zraněn do kolena střelbou ze stíhacího letounu P-51 Mustang při svém útoku na formaci B-26 Marauderů. V květnu 1945 se Galland vzdal Armádě Spojených států amerických. Jako válečný zajatec byl letecky dopraven do Anglie a umístěn v zajateckém táboře 7 v Latimeru. Od roku 1946 do začátku roku 1947 pracoval pro Historical Division US Forces, European Theater. Propuštěn byl 28. dubna 1947.
Od roku 1948 do roku 1955 byl Galland v Argentině za tehdejšího prezidenta Juana Peróna, kam byl najat jako konzultant argentinského letectva. Pracoval pod generálem Juanem Franciskem Fabriem, velitelem argentinského vojenského letectva.  Po návratu do Německa se stal majitelem obchodní a poradenské kanceláře.
V roce 1953 vydal Adolf Galland svou autobiografii pod názvem Die Ersten und die Letzten.
Společnost United Artists najala Gallanda jako konzultanta pro film Battle of Britain z roku 1969.

## Vyznamenání
- Španělský kříž, zlatý s meči, 06.06.1939
- Železný kříž1939, II. třída, 13.09.1939
- Železný kříž1939, I. třída, 22.05.1940
- Rytířský kříž Železného kříže, 29.07.1940
- Rytířský kříž Železného kříže, s dubovou ratolestí, 3. držitel 24.09.1940
- Rytířský kříž Železného kříže, s dubovou ratolestí a meči, 21.06.1941
- Rytířský kříž Železného kříže, s dubovou ratolestí, meči a brilianty, 28.01.1942
- Medaile za tažení (1936-39)[3] (Španělsko)
- Vojenská medaile [4] (Španělsko)
- Společný odznak pro piloty a pozorovatele s brilianty, zlatý z brilanty
- Služební vyznamenání Wehrmachtu, IV. třída
- Odznak za zranění (1939), černá
- Frontová letecká spona[5], zlatá
- Sedmkrát byl zmíněn ve Wehrmachtbericht (16. srpen 1940, 25. září 1940, 2. listopad 1940, 18. duben 1941, 22. červen 1941, 30. říjen 1941 a 15. únor 1942)